# Sevak Chanaghjan
Sevak Chanaghjan (armeniska: Սևակ Խանաղյան, ryska: Севак Ханагян), född 28 juli 1987, är en rysk-armenisk sångare och låtskrivare. Chanaghjan kommer att representera Armenien i Eurovision Song Contest 2018 med låten "Qami" (Vind).

## Karriär
I december 2017 bekräftades han som en tävlande i Depi Evratesil 2018 med låten "Qami". Han kvalificerade sig från andra semifinalen till finalen den 21 februari 2018, och gick vidare till att vinna tävlingen den 25 februari. Han kommer att representera Armenien i Eurovision Song Contest 2018.